# Cygnus NG-20
Cygnus NG-20 var en flygning av en av företaget Northrop Grummans Cygnus rymdfarkoster till Internationella rymdstationen (ISS). Farkosten sköts upp med en Falcon 9 raket, från Cape Canaveral Air Force Station LC-40, den 30 januari 2024.
Farkosten kallas S.S. Patricia “Patty” Hilliard Robertson och är uppkallad efter den amerikanska astronauten Patricia Robertson.
Den 1 februari 2024 dockades farkosten med rymdstationen med hjälp av Canadarm2.
Målet med flygningen var att leverera material och förnödenheter till ISS.
Den lämnade rymdstationen den 12 juli 2024 och brann upp i jordens atmosfär den 13 juli 2024.
På grund av att Cygnus ordinarie raket genomgår en större omkonstruktion valde man att använda en Falcon 9 raket.